# Margarita Rosa de Francisco
Margarita Rosa de Francisco Baquero (Cali, 8 de agosto de 1965) es una actriz, cantante, escritora, compositora, presentadora y filósofa colombiana, conocida por su papel protagónico en las telenovelas Café, con aroma de mujer, Gallito Ramírez, La madre, Los pecados de Inés de Hinojosa y La Caponera. También ha sido la presentadora del reality Desafío.

## Biografía

### Década de 1980
Margarita Rosa de Francisco nació en Cali, el 8 de agosto de 1965. Es hija del músico, cantante y actor vallecaucano Gerardo de Francisco y de la diseñadora de modas Mercedes Baquero. También es hermana del presentador Martín de Francisco. En su niñez tomó clases de ballet en el Conservatorio Antonio María Valencia en Cali, del cual tuvo que retirarse por problemas en la columna vertebral.
La actriz mencionó que durante sus tiempos en la universidad fue invitada por Mauricio Gómez a presentar un noticiero, y desde allí su experiencia le permitió explorar diferentes facetas en los medios de comunicación.
En 1981 hizo su debut en el cine en la película Tacones. Posteriormente se mudó a Nueva York para estudiar inglés y en 1984 fue elegida como modelo del año. Representando al Valle del Cauca fue coronada Señorita Colombia Mundo o Virreina Nacional en el Concurso Nacional de Belleza de 1984 y después representó a Colombia en el concurso Miss Mundo 1985.
En 1986 hizo su debut en la televisión interpretando a la "Niña Mencha" en la telenovela Gallito Ramírez, dirigida por Julio César Luna. Allí conoció a Carlos Vives, con quien contrajo matrimonio el 20 de agosto de 1988 en la ciudad de Cali. Por esta actuación recibió el Premio Simón Bolívar como actriz revelación.
Más tarde fue presentadora en el noticiero 24 Horas. En 1988 consolidó su carrera interpretando a "Juanita" en Los pecados de Inés de Hinojosa.

### Década de 1990
Inició los años 1990 con su participación en la telenovela Calamar, tras la cual obtuvo un rol en la otra polémica serie española llamada Brigada Central, para luego regresar a Colombia y participar en la serie Puerta Grande y finalmente interpretar su papel insignia en Café con aroma de mujer, una de las telenovelas más exitosas de la historia de la televisión colombiana. En 1996 protagonizó la película Ilona llega con la lluvia, basada en el libro homónimo y luego interpretó a Antonia en la serie Hombres, la cual dejó para interpretar otro papel de alta exigencia en la telenovela "La madre".

### Después de 2000
En 2000 Margarita Rosa De Francisco aceptó tomar el papel de La Caponera en la telenovela del mismo nombre producida por Caracol Televisión y RTI Televisión tras lo cual Caracol Televisión la eligió para presentar la versión colombiana de Survivor, Expedición Robinson durante dos temporadas en 2001 y 2002. Luego tuvo participaciones en las películas Fidel y Adiós, Ana Elisa, mientras se mantuvo presentando el reality show de Caracol Televisión Desafío 2004 y lo ha seguido haciendo a excepción de 2007, donde tuvo que ceder el lugar, debido a su participación en la telenovela mexicana Mientras haya vida, en 2008 regresó a la presentación del reality en su versión 2008 denominada Desafío 2008. Margarita Rosa de Francisco tuvo una participación especial en la película Paraíso Travel interpretando a Raquel y un pequeño papel en la serie de Argos, Capadocia.
Se casó por segunda vez con el empresario Daniel Castello, en 2003. Él había sido su novio en 1992 y, aparentemente, el amor había renacido. Daniel Castello tenía entonces 46 años y Margarita 38. Ambos estaban divorciados, él de la exreina de belleza María Pía Duque, quien compitió con Margarita en Cartagena y con la que Daniel había tenido una hija. Pero la unión civil no llegó a durar un año.
Para 2011 actuó en RCN Televisión, en el papel protagónico del seriado Correo de inocentes junto a Salvador del Solar y Roberto Urbina.
Presentó el reality show de Caracol Televisión Desafío 2014: Marruecos, las mil y una noches, y en el 2015 presentó Desafío 2015: India, la reencarnación.
Fue columnista del periódico El Tiempo desde agosto del 2016 hasta febrero de 2021 cuando renunció tras haber escrito una columna en la que cuestionaba la honorabilidad del empresario Luis Carlos Sarmiento Angulo dueño del diario.

### Carrera como cantante
De Francisco alcanzó el nivel de cantante interpretando la banda sonora de Café con aroma de mujer, cuyo disco se vio favorecido por el éxito de la telenovela, en 1997 lanzó un disco de su autoría cuya canción "Veneno y savia" que alcanzó cierto reconocimiento; en 1998 contribuyó con la banda sonora de otra telenovela, esta vez es de La madre; esta fórmula la repitió en la telenovela Mientras haya vida y en 2008 lanza "Margarita Rosa" una producción discográfica que recopila gran parte de un proceso de varios años.
En el 2011  regresa a la escena musical, esta vez componiendo la canción del cabezote de la serie que también protagoniza Correo de inocentes del canal RCN Televisión y en 2012 lanza "Bailarina" un disco totalmente diferente a los anteriores explorando nuevos géneros y en cuya portada aparece desnuda en cuerpo y alma bajo el agua.

### Carrera como escritora
Margarita Rosa ha tenido una gran participación como columnista en la revista Cromos, donde, por ejemplo, cuenta sobre el día de su matrimonio con su compañero de telenovela, Carlos Vives; también escribió en El Espectador y El Tiempo. Entre sus columnas en este periódico aparecen temas diversos .
En 2016 publicó su primer libro El hombre del teléfono
"El hombre del teléfono Por Margarita Rosa de Francisco. En medio de la convulsa realidad colombiana de los años noventa, una joven actriz viaja a España como parte de un nuevo proyecto. Su matrimonio ha fracasado, y aún herida por su mediático divorcio, se niega a regresar a su país. La excusa perfecta para alargar su estancia en Madrid será un curso de actuación, pero su nueva condición de soledad desatará una crisis de ansiedad por todo aquello que cree estar dejando atrás. Una noche suena el teléfono y del otro lado de la línea aparece la voz de alguien que dice estar loco por ella. Las llamadas del misterioso hombre del teléfono se irán haciendo cada vez más frecuentes, hasta crear un vínculo que cuestionará los límites de la inteligencia y de la belleza".

### Otros acontecimientos importantes
En 2000 fue nombrada Embajadora de buena voluntad de las Naciones Unidas.[cita requerida]
En abril de 2025 compartió en redes sociales el recibimiento de su título como Filósofa de la Universidad Nacional Abierta y a Distancia.

### Serie web «La Ranga»
El 3 se septiembre de 2014 Margarita lanza el Promo de La Ranga, una exitosa Microserie Web de 14 capítulos, escrita e interpretada por Margarita Rosa de Francisco, que cada sábado a la 1 p. m. por el canal de YouTube y CASAROSATV, estrena un capítulo con una duración entre 2 y 5 minutos. Es producida y fotografiada por el neerlandés Will Van der Vlugt y musicalizada por Margarita Rosa y Guillermo Díaz. El vestuario está a cargo de Mercedes Baquero.
Allí Margarita da vida a «La Ranga» o Doña Ruth Esneda Barrios Caviedes «una cantante y actriz»(SIC), como dice la misma Ruth, nacida en el Valle y ya con unos años encima, un poco llevada de la locura y muy adicta a una botella «remedio» que no para de tomar. Ella da una serie de entrevistas y opiniones desde su camerino, siempre vestida con una levantadora muy elegante, algo despelucada y un poco ebria, dando su aireada opinión a todo lo que se le pregunta o se le ocurre sobre la vida cotidiana. Cada capítulo viene acompañado de un glosario propio con el significado que tiene para doña Ruth cada palabra.
Esta serie le ha valido a Margarita Rosa de Francisco innumerables felicitaciones de medios de comunicación, actores y fanes que alaban la excelente actuación de Margarita Rosa de Francisco en La Ranga, y el amor que le sienten a este personaje y a su muy coloquial lenguaje y su forma de pensar. Cada capítulo se ha convertido en una expectativa total en la web en Colombia y toda Latinoamérica.

## Filmografía

### Microserie web
| Año  | Producción | Personaje                    | Notas |
| ---- | ---------- | ---------------------------- | ----- |
| 2014 | La Ranga   | Ruth Esneda Barrios Caviedez |       |

### Telenovelas
| Año       | Producción                          | Personaje                                   | Producción |
| --------- | ----------------------------------- | ------------------------------------------- | ---------- |
| 1986-1987 | Gallito Ramírez                     | Carmenza "Niña Mencha" Lavalle              | Caracol    |
| 1988      | Los pecados de Inés de Hinojosa     | Juanita de Hinojosa                         | R.T.I.     |
| 1989-1990 | Calamar                             | Claramanta Suárez de Figueroa Sarmiento     | Caracol    |
| 1992      | Brigada central 2: La guerra blanca | Marina Valdés                               | TVE        |
| 1992-1993 | Puerta Grande                       | Paloma Galdés.                              | RCN        |
| 1994-1995 | Café, con aroma de mujer            | Teresa Suárez 'Gaviota' / Carolina Olivares | RCN        |
| 1996-1997 | Hombres                             | Antonia Miranda                             | RCN        |
| 1998-1999 | La madre                            | Maria Luisa Caicedo de Suárez-Bernal        | RCN        |
| 2000      | La Caponera                         | Bernarda Cutiño 'La Caponera'               | Caracol    |
| 2007      | Mientras haya vida                  | María Robles de Montero                     | TV Azteca  |
| 2008      | Capadocia                           | Mercedes Mejía                              | HBO-Argos  |
| 2009      | Kdabra                              | Ana/Madre de Luca                           | Fox        |
| 2011-2012 | Correo de inocentes                 | Pilar Carrasco                              | RCN        |
| 2018      | Garzón vive                         | Claudia de Francisco                        | RCN        |

### Presentadora
| Año  | Producción                                                |
| ---- | --------------------------------------------------------- |
| 1987 | Noticiero 24 Horas                                        |
| 2001 | Expedición Robinson                                       |
| 2002 | Expedición Robinson                                       |
| 2004 | Desafío 2004: La aventura                                 |
| 2005 | Desafío 2005: Cabo Tiburón, Chocó, Colombia               |
| 2006 | Desafío 2006: La guerra de los estratos                   |
| 2008 | Desafío 2008: La lucha de las regiones                    |
| 2011 | Desafío 2011: La lucha de las regiones, la piedra sagrada |
| 2012 | Desafío 2012: El fin del mundo                            |
| 2013 | Desafío 2013: África, el origen                           |
| 2014 | Desafío 2014: Marruecos, las mil y una noches             |
| 2015 | Desafío 2015: India, la reencarnación                     |
| 2016 | Desafío 2016: Súper Humanos, Súper Regiones               |

### Series
| Año  | Producción                   | Personaje        | Producción |
| ---- | ---------------------------- | ---------------- | ---------- |
| 2017 | Narcos                       | Carolina Álvarez | Netflix    |
| 2019 | Jugar con fuego              | Martina          | Telemundo  |
| 2023 | Viaje al centro de la tierra | Pola             | Disney+    |

### Cine
| Año  | Producción                | Personaje                   | Notas |
| ---- | ------------------------- | --------------------------- | ----- |
| 1981 | Tacones                   |                             |       |
| 1996 | Ilona llega con la lluvia | Ilona Grabowska             |       |
| 2002 | ¡Fidel!                   | Naty Revuelta               |       |
| 2006 | Adiós                     | Ana Elisa                   |       |
| 2008 | Paraíso Travel            | Raquel                      |       |
| 2009 | Del amor y otros demonios | Bernarda Cabrera (Marquesa) |       |
| 2009 | Cartagena                 | Lucía                       |       |
| 2010 | García                    | Amalia                      |       |
| 2016 | Vive por mi               | Mariluz                     |       |
| 2023 | El paraíso                | Madre de Julio              |       |

## Premios y nominaciones

### Televisión

#### Premios India Catalina
| Año  | Categoría                                     | Telenovela o Serie      | Resultado |
| ---- | --------------------------------------------- | ----------------------- | --------- |
| 2012 | Mejor Actriz Protagónica de Serie o Miniserie | Correo de inocentes     | Ganadora  |
| 2000 | Actriz del siglo                              | Actriz del siglo        | Ganadora  |
| 1997 | Mejor Actriz Protagónica de Serie o Miniserie | Hombres                 | Nominada  |
| 1995 | Mejor Actriz Protagónica de Telenovela        | Café con aroma de mujer | Ganadora  |
| 1987 | Mejor Revelación                              | Gallito Ramírez         | Ganadora  |

#### Premios TVyNovelas
| Año  | Categoría                          | Telenovela o Serie        | Resultado |
| ---- | ---------------------------------- | ------------------------- | --------- |
| 2012 | Mejor Actriz Protagónica de Serie  | Correo de inocentes       | Nominada  |
| 2000 | Actriz integral del siglo          | Actriz integral del siglo | Ganadora  |
| 1999 | Mejor Actriz Protagónica de Novela | La madre                  | Nominada  |
| 1995 | Mejor Actriz Protagónica           | Café con aroma de mujer   | Ganadora  |

#### Premios Simón Bolívar
| Año  | Categoría                 | Telenovela o Serie      | Resultado |
| ---- | ------------------------- | ----------------------- | --------- |
| 1998 | Mejor Actriz              | La madre                | Ganadora  |
| 1996 | Mejor Actriz              | Hombres                 | Ganadora  |
| 1994 | Mejor Actriz              | Café con aroma de mujer | Ganadora  |
| 1987 | Mejor Revelación Femenina | Gallito Ramírez         | Ganadora  |

#### Otros premios obtenidos por TV
- Premio Nogal de Oro a la Actriz Contemporánea.
- Premio ACCA por su Actuación en Café con aroma de mujer.
- Premio Calendario Azteca por su Actuación en Café con aroma de mujer.
- Premio Especial Gloria de la Televisión por los 50 años de la TV en Colombia.
- Premio Pacífico  Premio Especial

### Cine

#### Premios Macondo
| Año  | Categoría               | Telenovela o Serie        | Resultado |
| ---- | ----------------------- | ------------------------- | --------- |
| 2012 | Mejor Actriz Principal  | García                    | Ganadora  |
| 2010 | Mejor Actriz de Reparto | Del amor y otros demonios | Ganadora  |

#### Otros premios obtenidos por Cine
- Premio a Mejor Actriz en el Festival de Biarritz en Francia por la película Ilona llega con la lluvia.
- Premio a mejor Actriz en el Festival de Granado en Brasil (1997) por la película Ilona llega con la lluvia.
- Premio a mejor Actriz en el Festival de Granado en Brasil (2012)  por la película Garcia.